# Chebel
Die Chebel, auch als Feldmesserkette bezeichnet, war ein altes griechisches Längenmaß und entsprach einem halben Persischen Schönus. 
- 1 Chebel = 3 Doppelruten = 12 Doppelschritt = 24 Schritt
- 1 Chebel = 51.336 Pariser Linien
- 1 Hippikum = 40 Chebel
- 1 Persische oder Asiatische Meile = 100 Chebel